# Arenosetella vinadelmarensis
Arenosetella vinadelmarensis is een eenoogkreeftjessoort uit de familie van de Ectinosomatidae. De wetenschappelijke naam van de soort is voor het eerst geldig gepubliceerd in 1986 door Mielke.